# روبرتو بوسكايليا
روبرتو بوسكايليا (بالإيطالية: Roberto Boscaglia)‏ (20 مارس 1968 بجيلا في إيطاليا - ) هو مدرب كرة قدم ولاعب كرة قدم إيطالي في مركز الوسط. لعب مع Enna Calcio SCSD ‏ ونادي جيلا.